# Tadzjikistan op de Olympische Winterspelen 2014
Tadzjikistan was een van de landen die deelnam aan de Olympische Winterspelen 2014 in Sotsji, Rusland.
Net als bij de drie eerste deelnames werd Tadzjikistan vertegenwoordigd door een mannelijke alpineskiër. Op de eerste drie was dit Andrej Drygin (een geboren Rus). Op deze editie was dit  Alisher Qudratov (een etnische Tadzjiek). 

## Deelnemers en resultaten
(m) = mannen, (v) = vrouwen 

### Alpineskiën
| Olympiër         | Onderdeel  | Resultaat | Prestatie              |
| ---------------- | ---------- | --------- | ---------------------- |
| Alisher Qudratov | slalom (m) | DNF-1     | 1e run: niet gefinisht |